# Эдвардс, Дианн
Дианн Эдвардс (англ. Dianne Edwards; род. 1942) — британская ученый-палеонтолог.

## Биография
Дианн Эдвардс родилась в 1942 году в городе Суонси. В детстве она провела много времени в бунгало своих родителей на полуострове Гауэр.
Исследования Эдвардс были сосредоточены на ископаемых останках растений, в основном из Великобритании. Ее интерес к фоссилий возник после изучения остатков растений, сохранившихся в минерале пирит.
Ее дальнейшие работы были сосредоточены на исследовании Райниевые черты и угольных ископаемых, больших и микроскопических, с валлийских приграничных территорий и южного Уэльс.
Дианн Эдвардс является профессором-исследователем Кардиффского университета.
Ее деятельность также связана с Китаем, она исследует ископаемые остатки из этой страны и является консультантом в Пекинском природоведческом музее.

## Награды
- Член Лондонского королевского общества с 1996 года[5].
- Куратор Музея естествознания, Лондон)[7].
- Награждена медалью Лаєлля в 2004 году[8].
- Награждена медалью Линнея в 2010 году
- Соучредитель и член Научного общества Уэльса[9], в июле 2010 года была назначена инаугурационным вице-президентом по вопросам науки, техники и медицины.
- Президент Лондонского Линнеевского общества в 2012-2015 годах.
- Доктор философии "honoris causa" факультета науки и технологий Уппсальского университета с 2014 года[10].

## Отдельные научные труды[11]

### Книги
- Edwards, D., Spears, P. and Channing, A. 2011. Flowering Plant Families at the National Botanic Garden of Wales Based on the Classification System of the Angiosperm Phylogeny Group. London: FIRST.
- Gensel, P. and Edwards, D. eds. 2001. Plants invade the land: evolutionary & environmental perspectives. Critical Moments and Perspectives in Earth History and Paleobiology. New York: Columbia University Press.
- Lees, D. R. and Edwards, D. eds. 1993. Evolutionary Patterns and Processes. Linnean Society Symposium Series, Vol. 14. London: Academic Press.
- Dick, M. W. and Edwards, D. eds. 1983. Contributions to Palaeontology: Retirement Tribute to Professor W. S. Lacey. London: Academic Press Inc. (The Linnean Society of London).
- Bassett, M. G. and Edwards, D. 1982. Fossil Plants from Wales. Geological Series, Vol. 2. Cardiff: National Museum of Wales.